# Mutilación genital femenina en Nigeria
La mutilación genital femenina (MGF), también conocida como corte genital femenino (CGF) en Nigeria, representa la mayoría de los casos de esta práctica en todo el mundo. Son habitualmente una tradición familiar que experimentan las mujeres jóvenes de 0 a 15 años.  Es un procedimiento que consiste en extirpar parcial o completamente los genitales externos de las mujeres u otra lesión en los órganos genitales femeninos siempre que no sea por razones médicas.
Se considera perjudicial para las niñas y mujeres y una violación de los derechos humanos. La mutilación genital femenina causa infertilidad, muerte materna, infecciones y pérdida del placer sexual.
A nivel nacional, el 27% de las mujeres nigerianas entre 15 y 49 años fueron víctimas de la mutilación genital, hasta 2012. En los últimos 30 años, la prevalencia de la práctica ha disminuido a la mitad en algunas partes de Nigeria.
En mayo de 2015, el entonces presidente Goodluck Jonathan firmó una ley federal que prohíbe la mutilación genital femenina. Los opositores a la práctica citan este movimiento como un importante avance en África, ya que Nigeria es el país más poblado y ha establecido un precedente importante. Aunque la práctica ha disminuido, activistas y académicos dicen que es necesario un cambio cultural para abolirla, ya que la nueva ley no cambiará singularmente la violencia más amplia contra las mujeres en Nigeria.

## Percepción cultural
El proceso se lleva a cabo principalmente por circuncidores tradicionales, sin el conocimiento adecuado de anatomía humana y medicina.
A pesar de la gravedad del problema, las sociedades practicantes lo ven como parte integral de su tradición e identidad cultural. En las comunidades que siguen la escisión de los genitales femeninos, la mutilación genital femenina está asociada con el origen étnico, la cultura, las normas sociales vigentes y, a veces, como obligación religiosa. En la mayoría de los casos se ha documentado que los miembros de su propia familia, como los padres, principalmente las madres, abuelos y abuelas de las niñas, son los autores de este acto. Asegurar la virginidad de la hija es una tarea necesaria para que puedan organizar su matrimonio, recibir el precio adecuado de la novia y el honor familiar. También existe aun la creencia errónea entre las mujeres de Nigeria sobre que la circuncisión femenina aumenta el placer sexual en los hombres. Otra creencia es que la MGF/C aumenta la fertilidad de las mujeres, la capacidad de procrear y la supervivencia de los niños. Debido a la inmensa presión social y miedo a la exclusión de la comunidad, las familias se ajustan a la tradición. En Nigeria y otras sociedades, las niñas que no han pasado por este proceso son consideradas inmateriales, inmundas y son un tabú social. Chicas que permanecen sin cortes pueden ser objeto de burlas o menospreciadas en la sociedad. La mayoría de las veces, las niñas se ajustan a la presión social y por temor a la estigmatización y el rechazo de su propia comunidad aceptan la práctica como una parte necesaria y normal de la vida. En muchas comunidades esta práctica particular se mantiene como un requisito religioso. La MGF/C es realizada por musulmanes, cristianos y judíos. Sin embargo, se lleva a cabo en algunas comunidades musulmanas con la creencia de que lo exige la fe islámica.
En realidad no hay documentación de esta práctica en los textos sagrados de estas religiones. Además, el origen histórico de la práctica afirma que es anterior al advenimiento de todas las principales religiones del mundo, incluido el Islam. A menudo, las mujeres mayores se convierten en guardianes morales a favor de este ritual para justificar su propia experiencia de corte genital y tienden a ver cualquier esfuerzo por eliminar la práctica como una amenaza para su cultura.
Lograr la igualdad de género y el empoderamiento de todas las mujeres y niñas es el quinto Objetivo de Desarrollo Sostenible (ODS), pero en Nigeria enfrenta muchos problemas debido a que muchas resoluciones diferentes no están en línea con las creencias religiosas y culturales de la mayoría de su población y, por lo tanto, no son dignas para ser promulgadas como leyes nigerianas.
Los datos muestran que la mayoría de las personas creen que el corte genital femenino debería terminar, pero citan presiones sociales para continuar la práctica con sus hijas. De las mujeres de 15 a 49 años encuestadas entre 2004–2015, el 64% quiere terminar la práctica.

## Influencia en otras naciones africanas
Una revisión sistemática de ocho estudios desarrollados en distintos países africanos, concluyó que las leyes y códigos nacionales no son suficientes para acabar con esta práctica. En el mejor de los casos, tienen solo un efecto limitado. Por otro lado, trabajar con las comunidades puede cambiar su actitud frente a la MGF, pero ello dependerá del diseño del plan, del contexto y de su implementación. Asimismo, las intervenciones que no consideraron las necesidades de la comunidad o no involucraron a sus líderes religiosos, contaron con abandonos y baja participación. Por último, trabajar con jóvenes pudiera ser una alternativa rentable y eficaz.
Los activistas de derechos humanos creen que la prohibición federal de 2015 en Nigeria influirá en otros países africanos, una región en la que la práctica es prevalente, debido a la fortaleza económica y política de Nigeria en el continente.

## Tipos
Los nigerianos practican las siguientes formas de corte / mutilación genital femenina:
- Tipo I, clitoridectomía : extracción del prepucio del clítoris y al menos parte de este
- Tipo II, sunna: extracción del clítoris completo y parte de los labios menores
- Tipo III, infibulación : extracción del clítoris, labios menores y labios mayores. También implica coser la abertura vaginal con un agujero minúsculo para orinar y el sangrado menstrual.
- Tipo IV: otras formas no clasificadas de MGF pueden incluir pinchazos, estiramientos, cauterización o inserción de hierbas en la vagina.[1]

Las clitoridectomías son más comunes en el sur del país, y los métodos más extremos, como la infibulación, prevalecen en el norte.

## Activismo
Las organizaciones que buscan poner fin a esta práctica en Nigeria incluyen la Organización Mundial de la Salud, UNICEF, la Federación Internacional de Ginecología y Obstetricia, la Unión Africana, el Centro Devatop para el Desarrollo de África, la Comisión Económica para África y el Consejo de Población, así como el Movimiento de Justicia, Desarrollo y Paz (JDPM) de la diócesis católica de la ciudad de Oyo. 
La Asociación de Descendientes de la Circuncisión de Nigeria (ADCN), ha abogado por poner fin a la práctica creando nuevos programas gubernamentales y oportunidades económicas para quienes realizan la mutilación genital femenina.
En 2018, se realizó un evento organizado por ONU Mujeres, el Fondo de Población de las Naciones Unidas (UNFPA) y la Misión de Nigeria ante la ONU, con otros socios para ayudar a promover el cambio de percepciones para las mujeres en África. Destacando temas como la trata de personas, los atentados suicidas, la mutilación / ablación genital femenina, el sexismo y el acoso sexual en las Naciones Unidas, la sra. Itua, una de las presentadoras de la ONU, muestra la importancia de que las mujeres tomen un papel activo en sus naciones diciendo: “Como mujer africana, creo que mi objetivo es trabajar con otras mujeres para crear conciencia. Juntas somos fuertes. Trabajando juntas para ser más fuertes para cambiar la narrativa que sale de África".